# Einblasmaschine

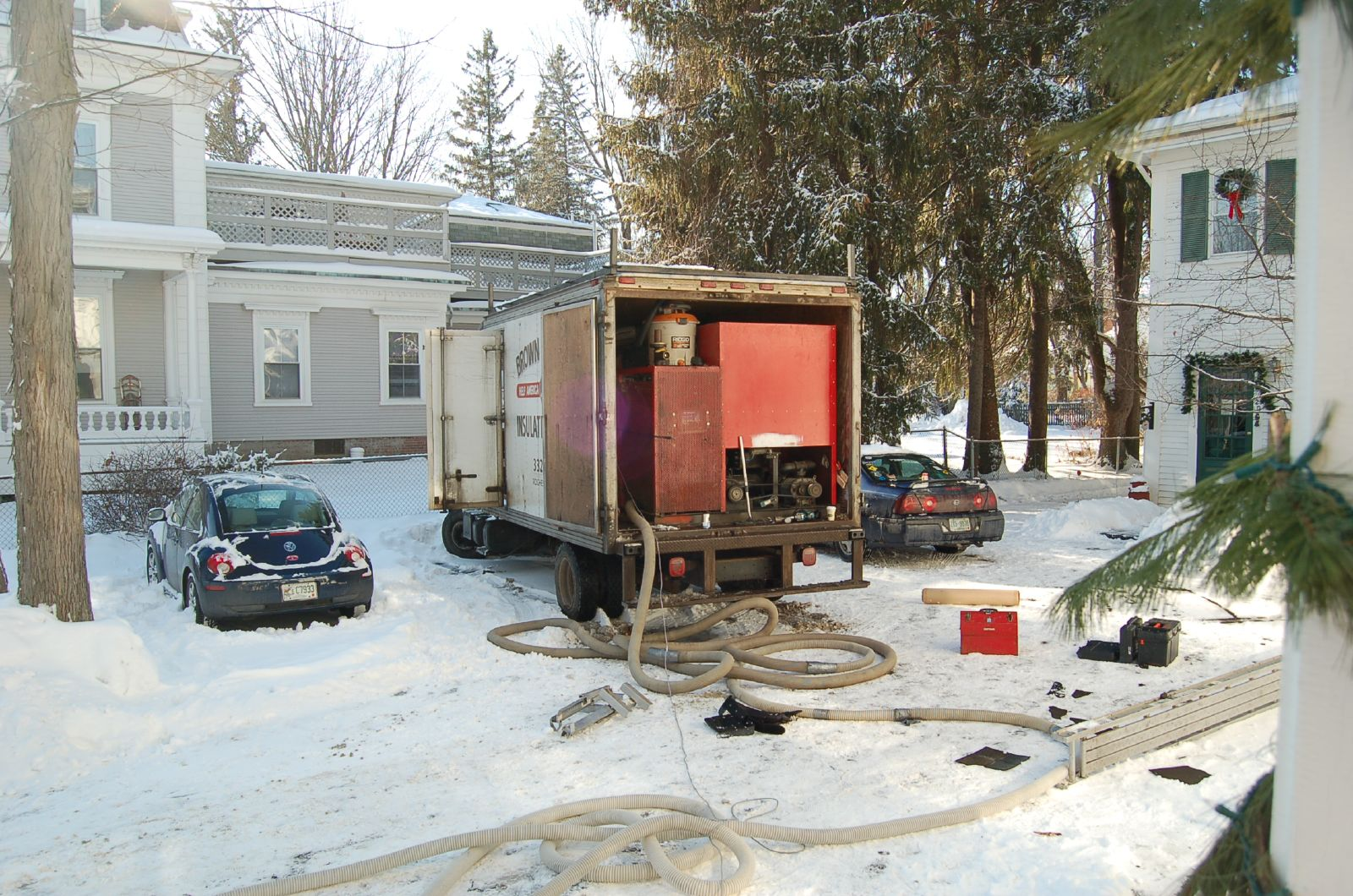
Einblasmaschine in LKW

Eine Einblasmaschine ist eine Maschine, die mit Hilfe eines Luftstroms Hohlräume befüllen kann. Eine Methode zum Verlegen von Glasfaserkabeln in Leerrohren wird ebenfalls als Einblasen bezeichnet, hierbei wird meist der Begriff Einblasgerät verwendet.

## Einblasmaschine für Dämmstoffe

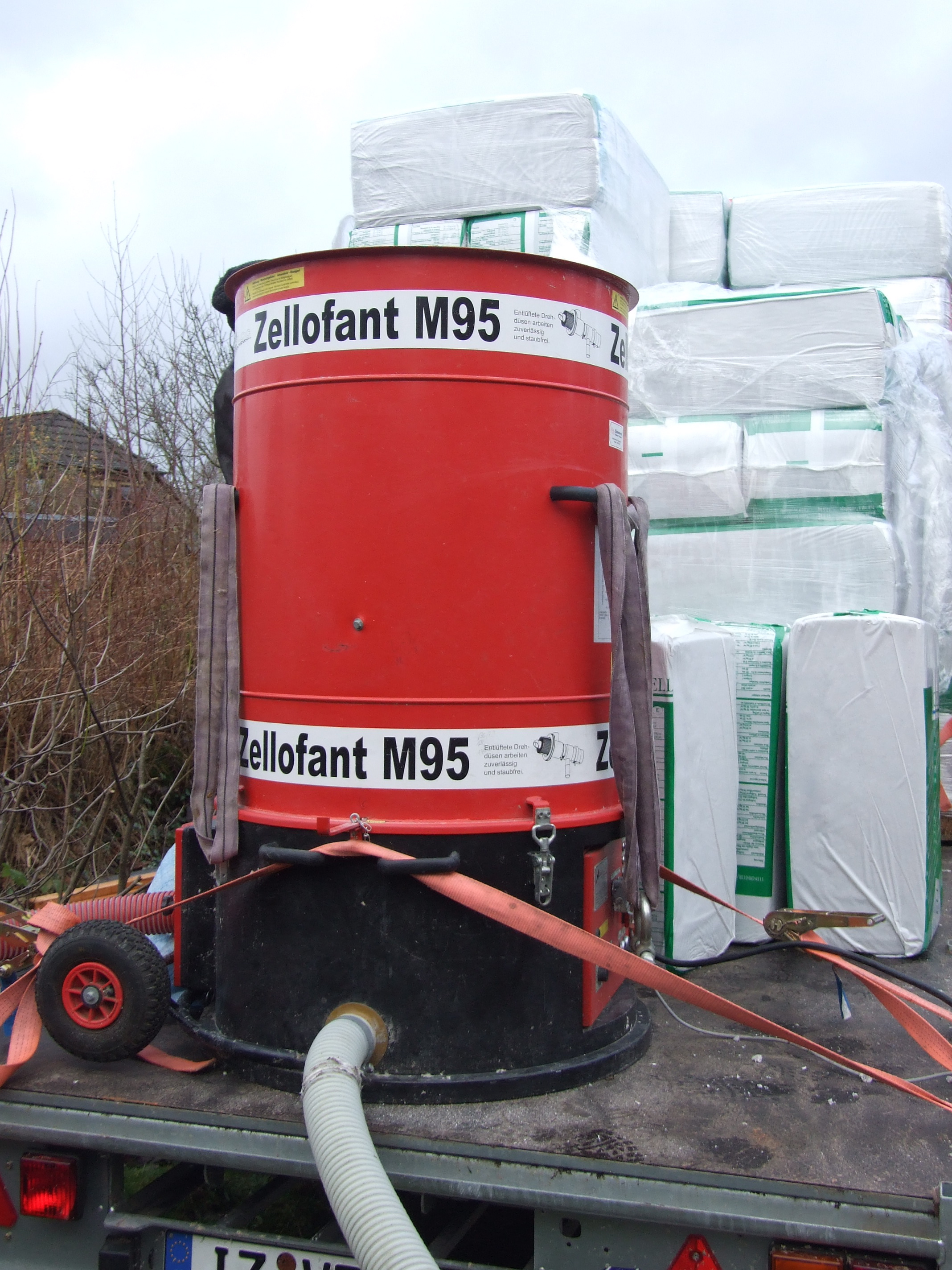
Einblasdämmstoffe (hier: Zelluloseflocken) werden über die Dosiereinrichtung (Tonne) eingebracht und durch den Schlauch in Hohlräume eingeblasen.

Mit Hilfe einer Dämmstoff-Einblasmaschine können Einblasdämmstoffe in ein Bauteil eingebracht werden. Dabei wird der lose Dämmstoff aufgelockert und mit Hilfe eines Förderluftstroms in das zu dämmende Bauteil eingeblasen. Typische Anwendungen sind das Einblasen von Zellulose-Wärmedämmstoff oder von mineralischen Wärmedämmstoffen wie z. B. Perliten oder von Mineralwolle.
Eine Einblasmaschine hat typischerweise einen Einfüllbereich, in dem das Material zugeführt wird und einen Förderteil, in dem das Dämmmaterial über einen Schlauch in ein Bauteil eingeblasen wird. Die Auflockerung erfolgt meist mit rotierenden Rechwerken und Häckselwerken. Für empfindliche Dämmstoffe wie z. B. Perlite ist es sinnvoll eine Maschine mit rein pneumatischem Fördersystem zu verwenden. Aufgrund des Verzichtes auf Rühr- und Häckselwerke ist die Kornzerstörung wesentlich geringer. Die angegebenen Eigenschaften des Dämmmaterials bleiben dadurch weitgehend erhalten. Danach wird das Material über eine Durchblasschleuse über einen Luftstrom in einen Schlauch befördert, der bis in das zu dämmende Bauteil verlegt wird.

## Einblasmaschine/Einblasgerät für Glasfaserkabel
Mit Einblassystemen für den Netzausbau werden Glasfaserkabel und Speedpipes (Leerrohre aus HDPE [auch PE-HD] mit speziell geriffeltem Inneren) für Glasfaserkabel, unter Verwendung von speziellen Düsen und Dichtungen, in Leerrohre eingeblasen. Unter diesem Umstand wird eher die Bezeichnung „Gerät“, als die „Maschine“ verwendet. Verwandte Begriffe sind dabei z. B. Glasfaser Einblasen, LWL Einblasen, Einblastechnik, Glasfaser Einblasgerät, LWL in Speedpipes einblasen usw.
Sie werden für den Netzausbau verwendet, dabei unterscheidet man den FTTx-Netzausbau z. B. in
- FTTN: Fibre to the neighbourhood
- FTTC: Fibre to the curb
- FTTS: Fibre to the street
- FTTN: Fibre to the node
- FTTB: Fibre to the building
- FTTH: Fibre to the home
- usw.

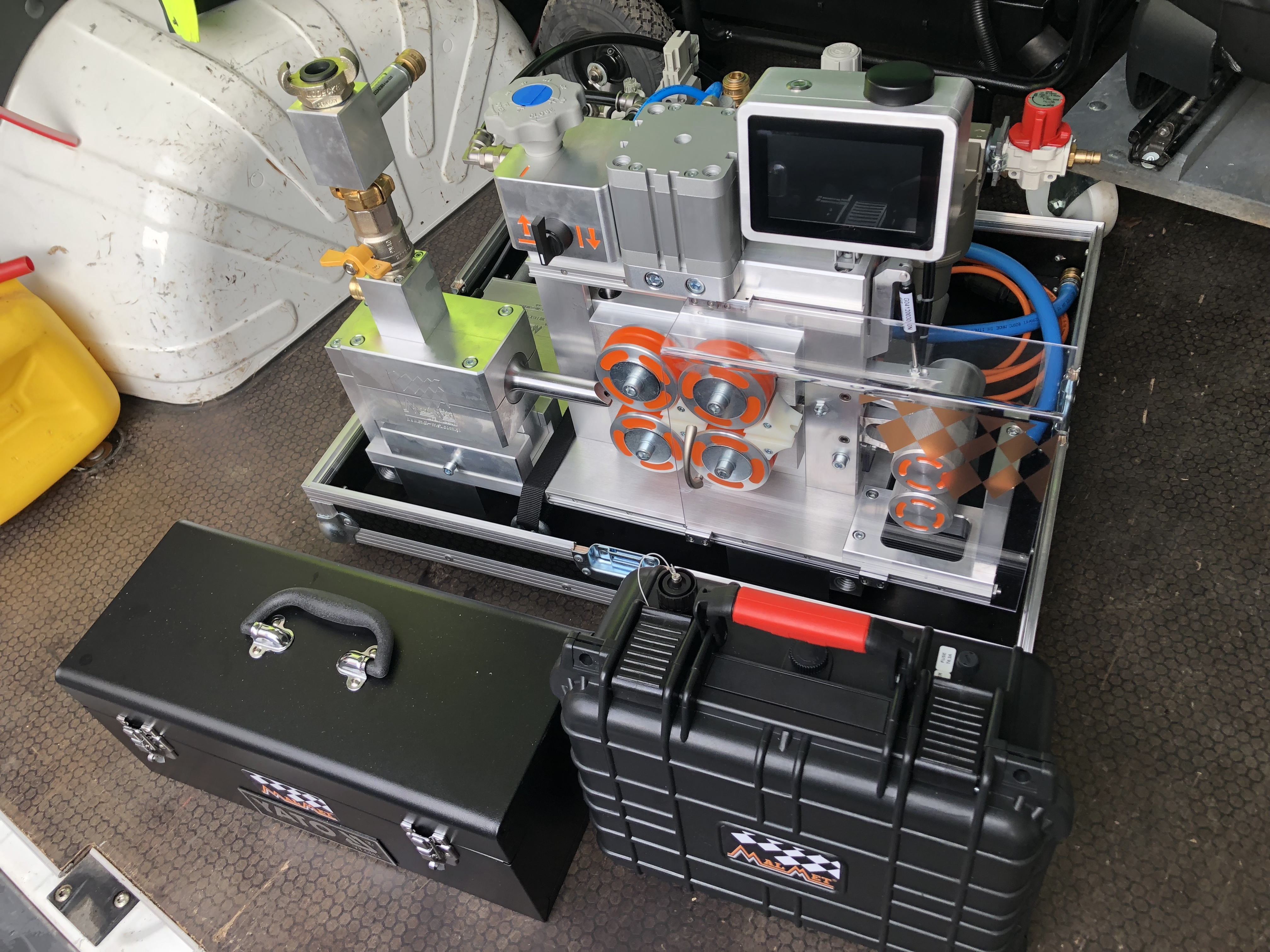
Einblassystem mit Rollen, Pneumatikantrieb und Protokollierung

Generell können mit solchen Geräten Kabel, Kabelpakete, Rohre und Rohrpakete eingeblasen werden. Dabei arbeiten die Geräte unter unterschiedlichen Durchmesserbereichen für Glasfaserkabel und Speedpipes und den jeweiligen Paketen. Im frühen Beginn des Netzausbaus mussten Kabel noch in Rohre eingezogen werden oder wurden mithilfe eines Kolbens und Druckluft eingezogen, Streckenabschnitte von 50–500 m waren gut realisierbar. Einblasgeräte lösen diese Varianten des Kabeleinziehens ab und ersetzen diese durch das Jetting, dabei wird das Kabel von der eingeblasenen Luft getragen. Durch die so geringer ausfallenden Reibungswiderstände sind nun Streckenabschnitte von über vier Kilometern möglich. Um den Prozess noch zu vereinfachen, werden auch Lubrikate zum Schmieren der Rohre verwendet.
Bei Einblasgeräten kommen unterschiedliche Techniken zum Tragen. Es werden für das Einschieben z. B. Riementriebe, Rollen und Laufketten verwendet. Als Antriebseinheiten werden dabei elektrische, pneumatische und hydraulische Motoren verwendet. Auch können die Einblasprozesse mit Protokollierungen verfolgt werden, um zu überprüfen, wie das Kabel auf einem gegebenen Streckenabschnitt eingeblasen worden ist. Auf den Protokollen finden sich meistens auch wichtige Angaben wie Außentemperatur, Luftfeuchtigkeit und Luftdruck wieder.